# Landkreis Merzig-Wadern
Der Landkreis Merzig-Wadern ist der westlichste und flächengrößte Landkreis des Saarlandes sowie der mit der niedrigsten Bevölkerungsdichte. Merzig-Wadern wird auch als der „grüne Landkreis“ des Saarlandes bezeichnet. Zu diesem Ruf hat seine große Waldfläche beigetragen. Der Landkreis ist aus dem 1816 in der preußischen Rheinprovinz gegründeten Kreis Merzig hervorgegangen.

## Geografie

### Lage
Der Landkreis umfasst drei Landschaften: den Saargau entlang der Saar, die von Saarlouis kommend das westliche Kreisgebiet in Richtung Trier durchfließt (hier liegt auch die berühmte Saarschleife bei Mettlach), die Ausläufer des Hunsrück im Norden des Landkreises und das zum Saar-Nahe-Bergland im Osten gehörende Prims-Blies-Hügelland.
Das einzige Weinanbaugebiet des Saarlandes liegt in der Gemeinde Perl an der Obermosel.

### Nachbarkreise
Der Landkreis grenzt im Uhrzeigersinn im Norden beginnend an die Landkreise Trier-Saarburg (in Rheinland-Pfalz), St. Wendel und Saarlouis (beide im Saarland). Im Südwesten grenzt er an das französische Département Moselle und im Westen an den luxemburgischen Kanton Remich, wo die Mosel die natürliche Grenze bildet. Die Mosel bildet hier auf einer Länge von rund zehn Kilometern den südlichen Teil des Gemeinschaftlichen deutsch-luxemburgischen Hoheitsgebiets, ein quasi-gemeindefreies Gebiet mit einer Fläche von 102 Hektar, dem sich nördlich davon der größere Teil anschließt.

## Geschichte
Bis 1792 verteilte sich das Gebiet des heutigen Kreises Merzig-Wadern im Wesentlichen auf das Kurfürstentum Trier, den deutschsprachigen Teil des Herzogtums Lothringen und die Herrschaft Dagstuhl. Einzelne Gemeinden gehörten zum Herzogtum Luxemburg sowie zur Wild- und Rheingrafschaft. Nach 1792 kam das Gebiet an Frankreich und wurde 1798 dem Saardepartement eingegliedert. Dort zählte es zu den Arrondissements Birkenfeld, Saarbrücken und Trier.
Der lothringische Teil wurde bereits 1766 französisch und gehörte 1790 zum Moseldepartement.
1815 nach dem Wiener Kongress kam das Gebiet des heutigen Landkreises Merzig-Wadern unter preußische Verwaltung. 1816 teilte Preußen seine Provinzen in Regierungsbezirke und Kreise ein. Der preußische Kreis Merzig wurde aus den Bürgermeistereien Besseringen, Hausbach, Haustadt, Hilbringen, Losheim, Merzig, Wadern, Wahlen und Weierweiler gebildet. So entstand der Kreis Merzig innerhalb des Regierungsbezirks Trier der Provinz Großherzogtum Niederrhein (1822 Rheinprovinz). 1817 erhielt der Kreis die Gemeinden Keuchingen und Dreisbach vom Kreis Saarburg.
Zu einer Änderung der territorialen Verhältnisse kam es, als infolge des Inkrafttretens des Friedensvertrages von Versailles 1919 das Saargebiet einer besonderen Verwaltung des Völkerbundes unterstellt wurde. Zu diesem Saargebiet gehörte unter anderem auch der überwiegende Teil des Kreises Merzig, der danach informell auch als „Stammkreis Merzig“ bezeichnet wurde. Der bei Preußen und damit im Regierungsbezirk Trier verbleibende Teil, der sogenannte Restkreis Merzig-Wadern, nahm seinen Sitz in Wadern ein. Nachdem die Völkerbundsverwaltung am 1. März 1935 endete, wurden die alten territorialen Verhältnisse nicht wiederhergestellt. Das „Saargebiet“ kam unter unmittelbare Reichsverwaltung, und so blieben der Kreis Merzig und der Restkreis Merzig-Wadern weiterhin administrativ getrennt.
Nach der Machtergreifung der Nationalsozialisten 1933 im Deutschen Reich kam der Region Merzig-Wadern wie dem gesamten Saargebiet wegen des saarländischen Sonderstatus eine Schlüsselrolle als Zufluchtsort für vom Nationalsozialismus verfolgte Deutsche sowie als Knotenpunkt für das Einschleusen antirassistischer Propaganda ins Deutsche Reich zu. Nach dem klaren Votum bei der Saarabstimmung am 13. Januar 1935 für einen Anschluss an das Deutsche Reich wurde dieser am 1. März gleichen Jahres vollzogen. Daraufhin kam es wie in ganz Deutschland auch im Gebiet des heutigen Landkreises Merzig-Wadern zur massiven Verfolgung von Oppositionellen und Bürgern jüdischen Glaubens, jedoch auch zu Widerstand gegen die nationalsozialistischen Verbrechen.

Aus Angst vor Verfolgung im Dritten Reich flüchteten um 1935 viele der etwa 300 jüdischen Bürger Merzig-Waderns ins Ausland, circa hundert von ihnen wurden im Rahmen der nationalsozialistischen Verfolgung ermordet. Die 1840 eingeweihte Merziger Synagoge wurde in der Reichskristallnacht 1938 zerstört, die 1850 in Hilbringen errichtete Synagoge wurde nach der Auflösung der jüdischen Gemeinde 1936 verkauft.
Am 1. Oktober 1946 wurde der Kreis Merzig mit dem größten Teil des von der französischen Besatzungsmacht seit 1945 als Kreis Wadern bezeichneten Restkreises zum Kreis Merzig-Wadern wiedervereinigt, zu dem außerdem die Gemeinden Büschdorf, Nohn, Tünsdorf und Wehingen-Bethingen aus dem Kreis Saarburg traten.
Als der Landkreis Saarburg am 7. Juni 1947 aus dem Saargebiet nach Rheinland-Pfalz rückgegliedert wurde, gab er die Gemeinden Besch, Borg, Eft-Hellendorf, Faha, Keßlingen, Münzingen, Nennig, Oberleuken, Oberperl, Orscholz, Perl, Sehndorf, Sinz, Tettingen-Butzdorf, Weiten und Wochern an den Landkreis Merzig-Wadern ab.
Im Zuge der saarländischen Kreisreform erhielt der Landkreis am 1. Januar 1974 die Gemeinden Buweiler-Rathen und Kostenbach vom Landkreis St. Wendel und verlor im Gegenzug die Gemeinde Michelbach an den Landkreis Saarlouis. Nach Abschluss der Gemeindereform umfasst der Landkreis Merzig-Wadern noch sieben Gemeinden, darunter zwei Städte. Größte Stadt des Kreises ist die Kreisstadt Merzig, kleinste Gemeinde ist Weiskirchen.

## Gemeinden
Im Landkreis Merzig-Wadern liegen die Kreisstadt Merzig, die Stadt Wadern und die Gemeinden Perl, Losheim am See, Weiskirchen, Beckingen sowie Mettlach.
(Einwohnerzahlen vom 31. Dezember 2023)
| Städte 1. Merzig, Kreisstadt (31.811) 2. Wadern (16.606) Pseudo-Gemeindefreies Gebiet 1. Deutsch-Luxemburgisches Hoheitsgebiet (1,03 km²) | Weitere Gemeinden 1. Beckingen (15.523) 2. Losheim am See (16.605) 3. Mettlach (12.632) 4. Perl (9548) 5. Weiskirchen (6611) |

Ehemalige Gemeinden
Die meisten ehemaligen Gemeinden des Landkreises verloren am 1. Januar 1974 ihre Eigenständigkeit:
- Düppenweiler, Erbringen, Hargarten, Haustadt, Honzrath, Oppen, Reimsbach und Saarfels wurden Teil der Gemeinde Beckingen.
- Bachem, Bergen, Britten, Hausbach, Mitlosheim, Niederlosheim, Rimlingen, Rissenthal, Scheiden, Wahlen und Waldhölzbach wurden Teil der Gemeinde Losheim am See.
- Ballern, Besseringen, Bietzen, Brotdorf, Büdingen, Fitten, Harlingen, Hilbringen, Mechern, Menningen, Merchingen, Mondorf, Schwemlingen, Silwingen und Wellingen wurden Teil der Stadt Merzig.
- Bethingen, Dreisbach, Faha, Nohn, Orscholz, Saarhölzbach, Tünsdorf, Wehingen und Weiten wurden Teil der Gemeinde Mettlach.
- Besch, Borg, Büschdorf, Eft-Hellendorf, Keßlingen, Münzingen, Nennig, Oberleuken, Oberperl, Sehndorf, Sinz, Tettingen-Butzdorf und Wochern wurden Teil der Gemeinde Perl.
- Bardenbach, Büschfeld, Dagstuhl, Gehweiler, Krettnich, Lockweiler, Morscholz, Münchweiler, Niederlöstern, Noswendel, Nunkirchen, Oberlöstern, Steinberg, Wadrill und Wedern wurden Teil der Stadt Wadern.
- Konfeld, Rappweiler, Thailen und Weierweiler wurden Teil der Gemeinde Weiskirchen.
- Michelbach wurde Teil der Gemeinde Schmelz im Landkreis Saarlouis.

Bereits vor 1974 wurden die folgenden Gemeinden aufgelöst oder umbenannt:
- Fickingen wurde 1923 in Saarfels umbenannt.
- Keuchingen wurde am 1. Oktober 1936 nach Mettlach eingemeindet.
- Obermorscholz und Untermorscholz wurden am 1. Oktober 1937 zur Gemeinde Morscholz zusammengeschlossen.
- Oberthailen und Unterthailen wurden in den 1930er Jahren zur Gemeinde Thailen zusammengeschlossen.
- Wehingen-Bethingen wurde am 1. Januar 1957 in die beiden Gemeinden Bethingen und Wehingen aufgespalten.

## Einwohnerentwicklung

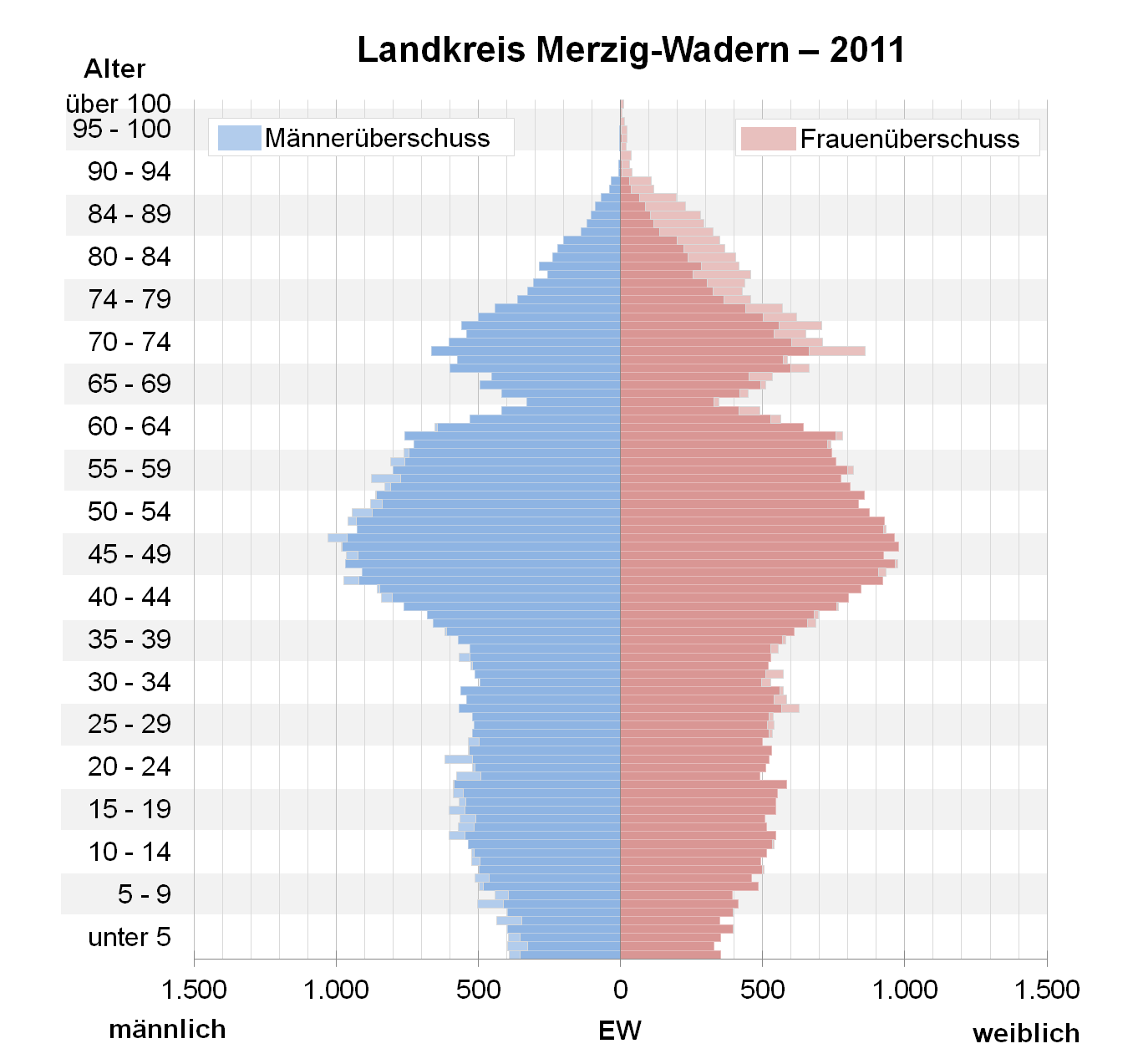
Bevölkerungspyramide für den Kreis Merzig-Wadern (Datenquelle: Zensus 2011)

| Jahr | Einwohner | Quelle |
| ---- | --------- | ------ |
| 1816 | 21.693    | [ 10 ] |
| 1847 | 32.196    | [ 11 ] |
| 1871 | 35.551    | [ 12 ] |
| 1885 | 39.674    | [ 12 ] |
| 1900 | 44.835    | [ 13 ] |
| 1910 | 51.252    | [ 13 ] |
| 1939 | 39.439    | [ 13 ] |
| 1960 | 90.100    | [ 13 ] |
| 1970 | 101.100   | [ 14 ] |
| 1980 | 100.600   | [ 15 ] |
| 1990 | 101.900   | [ 16 ] |
| 2000 | 106.000   | [ 17 ] |
| 2010 | 104.843   |        |

## Religion
Der weitaus größte Teil der Bevölkerung ist katholischen Bekenntnisses. In jeder Zivilgemeinde des Landkreises besteht mindestens eine römisch-katholische Gemeinde. Sämtliche Gemeinden gehören zur Diözese Trier.
Die evangelische Bevölkerung des Kreises gehörte seit 1817 zur Evangelischen Kirche in Preußen (ab 1922 in Evangelische Kirche der Altpreußischen Union umbenannt; APU) und dort seit 1922 zur Kirchenprovinz der Rheinprovinz mit dem Provinzialkonsistorium in Koblenz. 1947 wurde die Kirchenprovinz als Evangelische Kirche im Rheinland eine selbständige Landeskirche, der die evangelischen Gemeinden im Landkreis zugeordnet sind.

## Politik

### Kreistag
Der Kreistag ist die kommunale Volksvertretung im Landkreis Merzig-Wadern. Über die Zusammensetzung entscheiden die Bürger alle fünf Jahre.
Die Kreistagswahlen am 9. Juni 2024 führten zu dem rechts dargestellten Ergebnis und der daraus folgenden Sitzverteilung:
- Linke: 1
- Grüne: 2
- SPD: 10
- FDP: 1
- CDU: 14
- AfD: 5

Übersicht über die Ergebnisse vergangener Kreistagswahlen
| Parteien und Wählergemeinschaften | Parteien und Wählergemeinschaften           | % 2024   | Sitze 2024 | % 2019 | Sitze 2019 | % 2014 | Sitze 2014 | % 2009 | Sitze 2009 | % 2004 | Sitze 2004 | % 1999 | % 1994 | % 1989 | % 1984 |
| CDU                               | Christlich Demokratische Union Deutschlands | 40,9     | 14         | 40,3   | 14         | 44,7   | 16         | 43.5   | 15         | 53,5   | 19         | 47,6   | 41,6   | 38,6   | 44,5   |
| SPD                               | Sozialdemokratische Partei Deutschlands     | 30,0     | 10         | 28,8   | 10         | 32,6   | 11         | 29,6   | 10         | 37,0   | 13         | 42,3   | 41,0   | 43,2   | 41,1   |
| AfD                               | Alternative für Deutschland                 | 15,0     | 5          | 7,5    | 2          | 5,9    | 2          | –      | –          | –      | –          | –      | –      | –      | –      |
| GRÜNE                             | Bündnis 90/Die Grünen                       | 6,1      | 2          | 11,1   | 4          | 5,3    | 1          | 5,7    | 2          | 5,1    | 1          | 2,8    | 5,7    | 4,5    | 4,9    |
| FDP                               | Freie Demokratische Partei                  | 4,2      | 1          | 5,4    | 1          | 3,0    | 1          | 7,2    | 2          | 4,4    | 0          | 2,2    | 3,1    | 5,0    | 5,5    |
| LINKE                             | Die Linke                                   | 3,7      | 1          | 6,9    | 2          | 5,9    | 2          | 9,6    | 3          | –      | –          | –      | –      | –      | –      |
| PIRATEN                           | Piratenpartei Deutschland                   | –        | –          | –      | –          | 2,8    | 0          | –      | –          | –      | –          | –      | –      | –      | –      |
| FWG                               | Freie Wählergruppe                          | –        | –          | –      | –          | –      | –          | 4,5    | 1          | –      | –          | 4,3    | 4,9    | 6,2    | 3,6    |
| NPD                               | Nationaldemokratische Partei Deutschlands   | –        | –          | –      | –          | –      | –          | –      | –          | –      | –          | 0,9    | 0,5    | 1,9    | –      |
| REP                               | Die Republikaner                            | –        | –          | –      | –          | –      | –          | –      | –          | –      | –          | –      | 2,5    | –      | –      |
| Gesamt                            | Gesamt                                      | 100      | 33         | 100    | 33         | 100    | 33         | 100    | 33         | 100    | 33         | 100    | 100    | 100    | 100    |
| Wahlbeteiligung                   | Wahlbeteiligung                             | 67,3 % % | 67,3 % %   | 65,7 % | 65,7 %     | 57,8 % | 57,8 %     | 63,1 % | 63,1 %     | 63,9 % | 63,9 %     | 66,6 % | 79,4 % | 84,9 % | 84,1 % |

### Landräte
- 1816–182500Ferdinand Werner
- 1825–182900Joseph Schönberger
- 1829–184000Franz Damian Görtz
- 1840–184800Jacob Fuchs
- 1848–185000Karl Coupette (kommissarisch)
- 1850–186800Constantin von Briesen (1821–1877)
- 1869–187500Rudolf de Lasalle von Louisenthal
- 1875–189000Emerich Karl Knebel
- 1890–189400Harry Böninger
- 1895–191200Bruno Eichhorn
- 1912–191900Karl Haniel
- 1919–193000Rudolf Klein (ab 1920 ohne Wadern)
- 1930–194500Karl Roth
- 19450000000Luitwin Maria von Boch-Galhau
- 1945–194600Wilhelm Ollinger[20]
- 1946–195200Wilhelm Bur
- 1952–198500Kurt Matthias Linicus; dienstältester Landrat des Saarlandes, CDU
- 1985–200400Michael Kreiselmeyer, CDU
- 2004–heute0 Daniela Schlegel-Friedrich, CDU

Bei der Direktwahl des Landrates am 23. Oktober 2011 konnte sich Amtsinhaberin Daniela Schlegel-Friedrich mit 70,19 % der abgegebenen Stimmen deutlich gegen ihren Herausforderer Markus Rausch (SPD, 29,81 %) durchsetzen.

### Wappen

Logo des Landkreises Merzig-Wadern

Blasonierung: „Geviert: 1 in Silber ein durchgehendes rotes Kreuz; 2 in Gold ein roter Schrägbalken, belegt mit drei gestümmelten silbernen Adlern; 3 in Gold eine schräggestellte rote Wolfsangel; 4 in neunfach von Silber und Blau geteiltem Feld ein golden bewehrter und golden gekrönter, doppelschwänziger roter Löwe.“
Das rote Kreuz steht für das Erzbistum Trier, der silberne Adler für das Herzogtum Lothringen und der doppelschwänzige rote Löwe für das Herzogtum Luxemburg.
In der Außendarstellung verwendet der Landkreis auch ein Logo.

## Wirtschaft und Infrastruktur

### Wirtschaft
Mittelständisches (Handwerk) und Dienstleistungsgewerbe überwiegen im Landkreis, der industrielle Bereich konzentriert sich auf keramische und pharmazeutische Industrie sowie den Maschinen- und Anlagenbau.
Der Keramikhersteller Villeroy & Boch ist einer der größten Arbeitgeber an der unteren Saar: Von Merzig, Mettlach und Losheim am See aus wird die ganze Welt mit keramischen Produkten aus den Bereichen Tischkultur, Sanitär & Wellness, Küche und Fliesen versorgt.

### Verkehr
Das westliche Kreisgebiet wird von der Bundesautobahn 8 Saarlouis zur luxemburgischen Grenze durchquert. Ferner wird der Landkreis durch Bundes- und Landesstraßen erschlossen. Die wichtigsten Bundesstraßen sind die an der Saar entlangführende B 51 Saarbrücken–Trier und die B 268 Trier–Saarbrücken.
Parallel zum Fluss verläuft die Saarstrecke Trier–Saarbrücken mit Bahnhöfen u. a. in Merzig, Mettlach und Beckingen. Daneben ist auch die Gemeinde Perl durch die parallel zur Mosel verlaufende Obermoselstrecke an das Schienennetz angebunden.
Die ehemalige Kleinbahnstrecke Merzig–Büschfeld wird zwischen Merzig und Niederlosheim gelegentlich für Museumseisenbahnfahrten genutzt.
Die östlichen Gebiete, vor allem die Stadt Wadern, sind durch die Bundesautobahn 1 erschlossen. Sie verläuft nicht im Landkreis.
Nach dem Nahverkehrsplan des Landkreises Merzig-Wadern vom November 2017 werden im ÖPNV 20 Buslinien mit jährlich etwa 2,4 Mio. Buskilometern angeboten.

### Trivia
Am 25. Mai 2009 erhielt der Landkreis den von der Bundesregierung verliehenen Titel „Ort der Vielfalt“.

## Soziales – Soziale Projekte

### Schulen

#### Grundschulen
- Grundschule Dreiländereck Perl
- Grundschule Langwies der Gemeinde Mettlach
- Grundschule Orscholz
- Nicolaus-Voltz-Grundschule Losheim
- Grundschule Bachem-Britten
- Grundschule Wahlen
- Grundschule Düppenweiler
- Grundschule Beckingen
- Grundschule Reimsbach
- Grundschule Kreuzberg (Merzig)
- Grundschule Merzig-Besseringen
- Grundschule Merzig-Brotdorf
- Grundschule Merzig-Hilbringen
- Grundschule Saargau (Schwemlingen)
- Grundschule St. Josef (Merzig)
- Grundschule St. Martin Wadrill-Steinberg mit den Standorten Wadrill und Steinberg
- Grundschule Nunkirchen mit den Standorten Nunkirchen und Bardenbach
- Grundschule Lockweiler
- Grundschule Konfeld

#### Gymnasien
- Deutsch-Luxemburgisches Schengen-Lyzeum Perl
- Gymnasium am Stefansberg (GaS)
- Oberstufen-Gymnasium des BBZ' Merzig untergliedert in die Fachbereiche Gesundheit und Soziales sowie Wirtschaft
- Peter-Wust-Gymnasium (PWG)
- Hochwald-Gymnasium Wadern

#### Gemeinschaftsschulen
- Gemeinschaftsschule Orscholz
- Peter-Dewes-Gemeinschaftsschule Losheim am See
- Friedrich-Bernhard-Karcher-Schule Beckingen
- Christian-Kretzschmar-Schule Merzig
- Graf-Anton-Schule Wadern
- Eichenlaubschule Weiskirchen

#### Förderschulen
- Förderschule Lernen Losheim
- Schule zum Broch, Förderschule geistige Entwicklung Merzig-Merchingen
- Sonderschule für Lernbehinderte Merzig-Brotdorf
- Förderschule Lernen Wadern-Noswendel

#### Berufsbezogene Schulen
- BBZ-Merzig
- BBZ-Hochwald, Wadern

### Seniorenbüro
Die „Stabsstelle Regionale Daseinsvorsorge“ fördert die Arbeit mit und für ältere Menschen und bietet eine Reihe von Dienstleistungen, unter anderem das Kreis-Senioren-Telefon.

### Ehrenamt
Die Ehrenamtsbörse ist seit 2001 Ansprechpartner für fast 900 Vereine und viele weitere Ehrenämtler im Landkreis Merzig-Wadern. Sie vermittelt ehrenamtlich Interessierte an soziale Einrichtungen, berät zu Fragen von Vereinsgründungen, Gemeinnützigkeit, Versicherung, Öffentlichkeitsarbeit, organisiert Veranstaltungen zur Würdigung des Ehrenamts und bietet Fortbildungen in allen Bereichen ehrenamtlicher Tätigkeit an. Um das ehrenamtliche und bürgerliche Engagement noch besser und effektiver zu unterstützen, hat der Landkreis Merzig-Wadern ein Vereinsportal eingerichtet, in dem den Vereinen, ehrenamtlichen Organisationen und Initiativen im Landkreis Merzig-Wadern kostenfrei eine Plattform für einen Internetauftritt zur Verfügung gestellt wird.

## Kulturstiftung

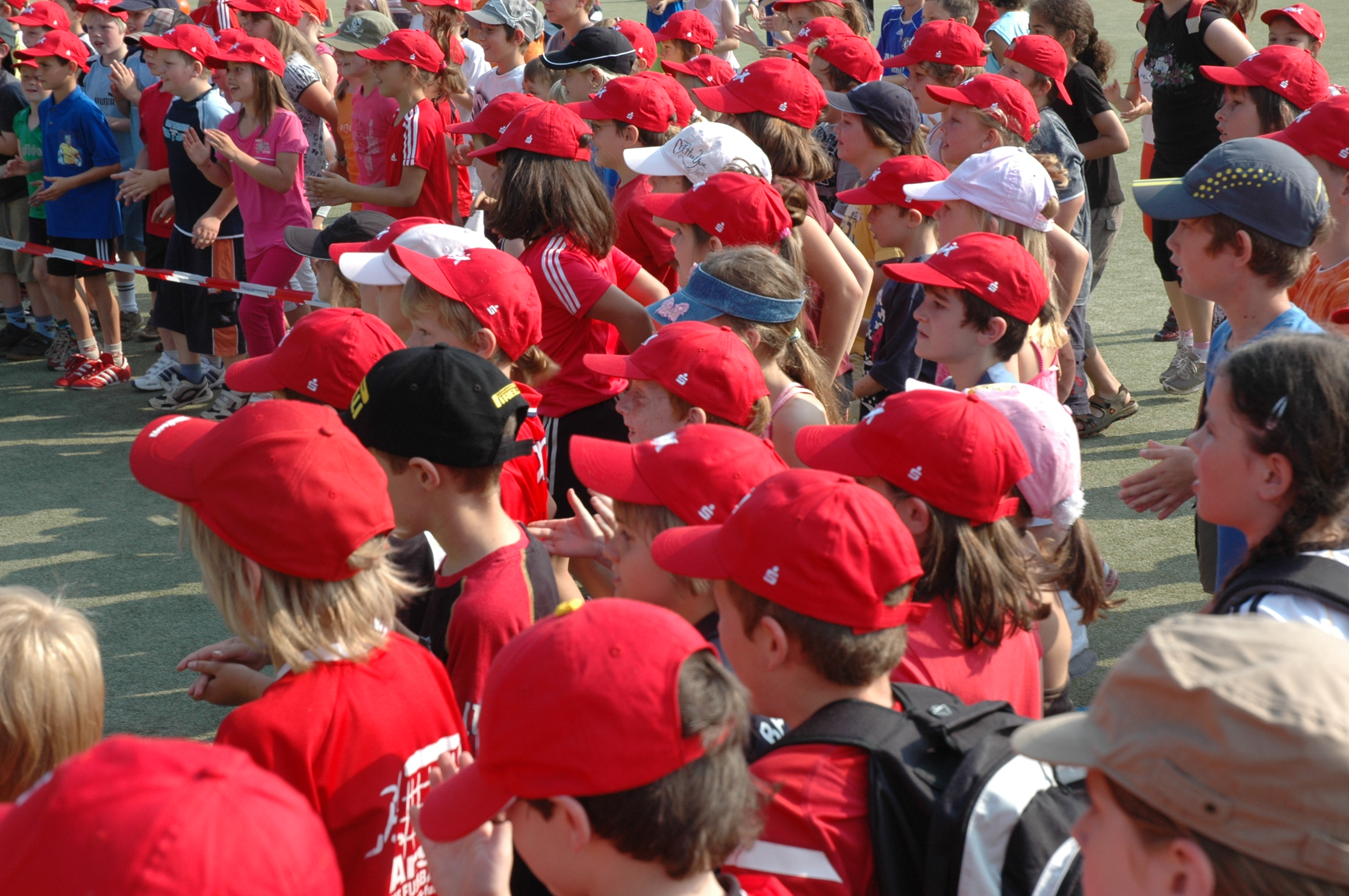
Kinder-Knax-Fest

Die Kulturstiftung des Landkreises Merzig-Wadern wurde 1988 gegründet. Sie hat den Zweck, Kulturgüter im Landkreis Merzig-Wadern zu bewahren, zu pflegen und sie in geeigneter Weise der Allgemeinheit zugänglich zu machen. In der Trägerschaft der Kulturstiftung werden drei Einrichtungen geführt:
- Der Archäologiepark Römische Villa Borg
- Burg Montclair
- Museum Schloss Fellenberg

Neben den eigenen Einrichtungen fördert die Kulturstiftung für den Landkreis Merzig-Wadern Kulturdenkmäler in den Städten und Gemeinden des Landkreises.

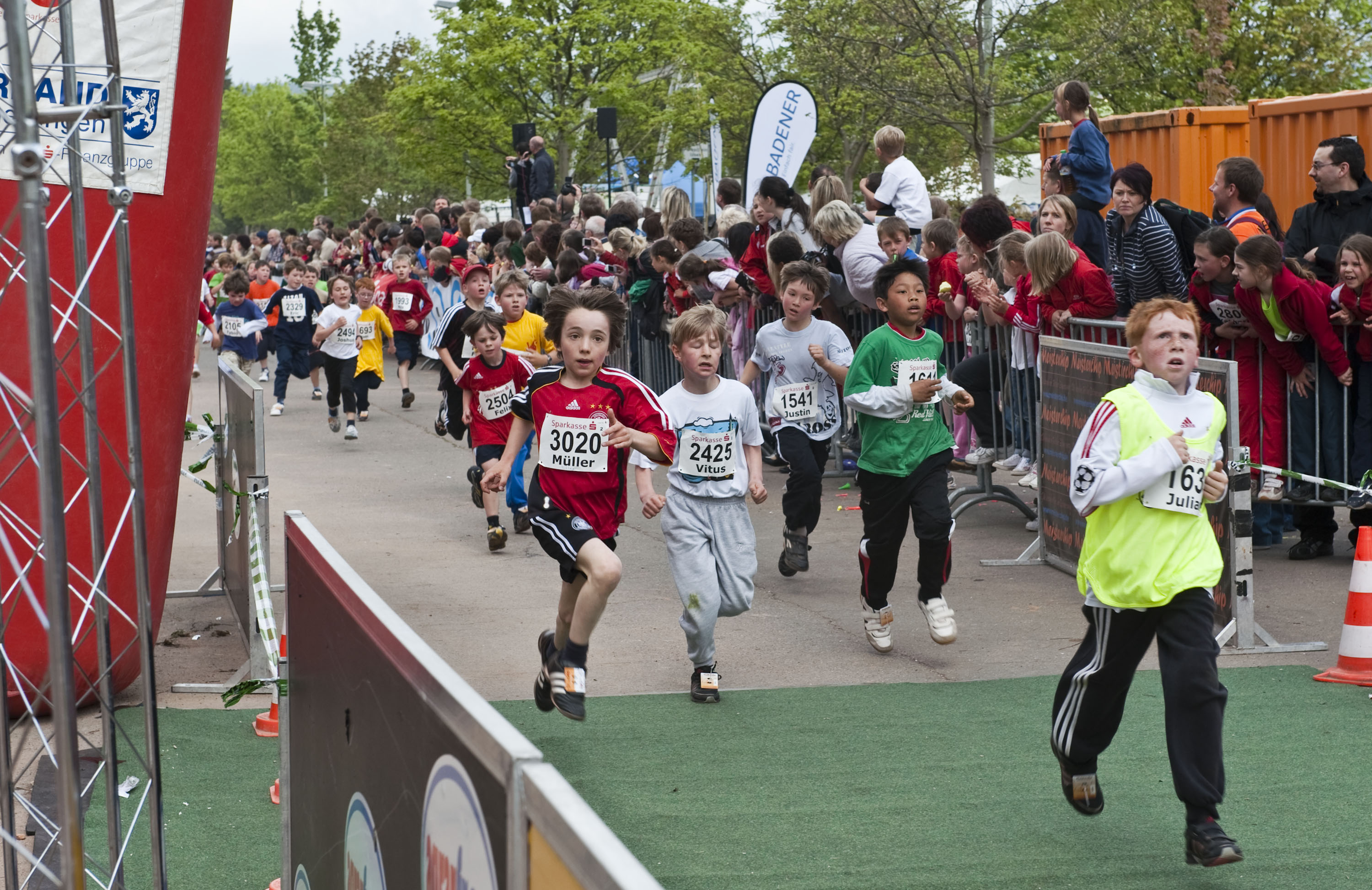
Saarländische Schullaufmeisterschaften

## Sportförderung im Landkreis
Der Landkreis Merzig-Wadern unterstützt im Schwerpunkt den Nachwuchs- und Breitensport. Dabei führt der Landkreis eigene Sportveranstaltungen und Projekte, die Gesundheit und Prävention fördern, durch und bezieht aktiv Vereine mit ein.
Der Landkreis Merzig-Wadern fördert Veranstaltungen mit überregionaler Bedeutung und veranstaltet jährlich stattfindende Sportevents:
- Nachwuchssportlerehrung
- Saarländische Schullaufmeisterschaften
- Sport- und Spielfest der Grundschulen
- Sportforum

## Schutzgebiete
Im Landkreis befinden sich 22 ausgewiesene Naturschutzgebiete (Stand Februar 2017).

## Der „grüne“ Kreis

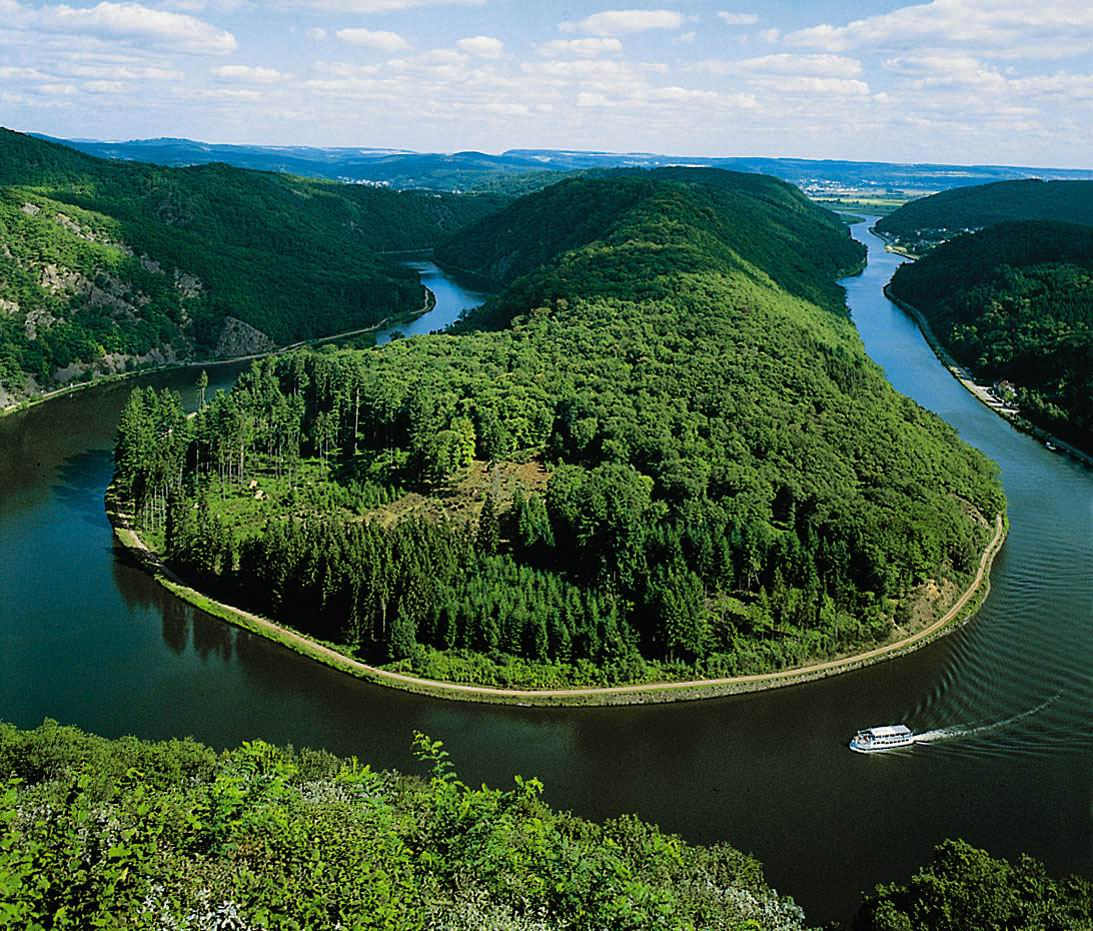
Die Saarschleife in Mettlach-Orscholz

Merzig-Wadern, der „grüne“ Landkreis des Saarlandes, besitzt circa 21.000 Hektar Waldfläche. Mit dem Naturschutzgebiet „Wolferskopf“ im Bereich der Kreisstadt Merzig und der Gemeinde Beckingen gehört die größte zusammenhängende Naturschutzfläche des Saarlandes zum Landkreis Merzig-Wadern.

### Premiumwanderwege
Im Landkreis Merzig-Wadern können Wanderfreunde 24 Premium-Wanderwege nutzen, zum Beispiel der Saar-Hunsrück-Steig und die Traumschleifen.

### Tourismus
Besucher und Gäste des Landkreises Merzig-Wadern finden viele Möglichkeiten, ihre Freizeit zu verbringen. Die bekannteste und berühmteste Sehenswürdigkeit ist die Saarschleife bei Mettlach-Orscholz. Sport, Kultur, Natur und das Dreiländereck bieten ein großes touristisches Angebot: der Wolfspark und das Expeditionsmuseum Werner Freund in Merzig, verschiedene Anlagen der Gärten ohne Grenzen, der Monumentalgrabhügel in Perl-Nennig, das Cloef-Atrium Orscholz, der Alten Turm in Mettlach, das Erlebniszentrum von Villeroy & Boch, das Kupferbergwerk in Düppenweiler, das Eisenbahnmuseum im Lokschuppen in Losheim, das feinmechanische Museum Fellenbergmühle in Merzig, das Heimatmuseum in Wadern. Mehrmals im Jahr finden auf der ehemaligen Strecke der Merzig-Büschfelder-Eisenbahn dampflokbetriebene Museumsbahnfahrten statt.
Einen besonderen Anziehungspunkt zeitgenössischer Kunst stellt das Bildhauer-Projekt Steine an der Grenze dar. Jedes Jahr werden Bildhauer aus verschiedenen Ländern eingeladen um die Grenz-Steine zu bearbeiten.

## Kfz-Kennzeichen
Nach dem Zweiten Weltkrieg und der Besatzung des Saarlandes durch französische Truppen wurden im ersten Halbjahr 1949 Nummernschilder mit weißer Schrift auf schwarzem Grund für das gesamte Saarland (wie in Frankreich schon lange üblich) eingeführt.
Sie bestanden aus einer ein- bis vier- stelligen Zahl, einem Bindestrich, den beiden Buchstaben OE und einer oder zwei weiteren Ziffern. Anhand der allerletzten Ziffer des Nummernschilds konnte man die Städte oder Landkreise erkennen, in denen die Fahrzeuge gemeldet waren. Im Falle des Landkreises Merzig-Wadern waren das die Ziffern 2, 12, 22 oder 32.
Anlässlich des Beitritts des Saarlandes zur Bundesrepublik Deutschland am 1. Januar 1957 wurde dem Landkreis das Unterscheidungszeichen MZG zugewiesen. Es wird durchgängig bis heute ausgegeben.
Per 1. Januar 2023 sind insgesamt bei den beiden Zulassungsstellen des Landkreises in Wadern und Merzig 90.236 Kraftfahrzeuge (davon 72.846 PKW) registriert, somit ergibt sich ein Bestand von 872 Fahrzeugen je 1.000 Einwohner.